# Вулиця Табірна (Львів)
Вулиця Табірна — вулиця у Личаківському районі міста Львів, місцевість Великі Кривчиці. Пролягає від вулиці Козацької до вулиці Глинянський Тракт.
Прилучається вулиця Кошова.

## Історія та забудова
Час виникнення вулиці невідомий. У 1934 році вулиця отримала назву Таборова, назву уточнено на україномовний варіант — Табірна — у 1944 році. Назва вулиці походить від табору козаків Богдана Хмельницького та Петра Дорошенка, які у 1648, 1655 і 1672 роках брали Львів в облогу. Цей табір, імовірно, розташовувався між сучасними вулицями Глинянський Тракт, Козацькою і Табірною; пізніше ця місцевість отримала народну назву Табори.
Вулиця пролягає у районі малоповерхової приватної забудови, на початку вулиці розташовані сучасні п'ятиповерхові житлові будинки, зведені у 2000-х роках. Більшість будинків приписані до інших вулиць, окрім сучасного приватного будинку на розі з вулицею Кошовою, який має подвійну адресу Кошова, 33 / Табірна, 3. 